# ماریو پرستیفیلیپو

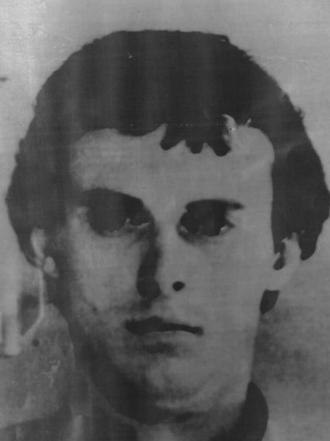
ماریو پرستی‌فیلیپو

او به مدت کوتاهی پس از قتل جوزپه گرهکو در سال ۱۹۸۵، رئیس خانواده مافیایی چیاکولی بود. مانونیا در جنگ دوم مافیا در اوایل دهه ۱۹۸۰ که توسط سالواتوره رینا طراحی شده بود، به عنوان یک قاتل حرفه‌ای نقش مهمی ایفا کرد.  
اگرچه ظاهراً تحت فرمان میکله گرهکو فعالیت می‌کرد، اما گرهکو خود بیشتر به عنوان عروسک خیمه‌شب‌بازی رینا شناخته می‌شد. مانونیا عضو گروه مرگ باند کورلئونزی بود که تحت فرماندهی گرهکو عمل می‌کرد و در بسیاری از قتل‌های مهم این جنگ در سال‌های ۱۹۸۱-۱۹۸۲ شرکت داشت، از جمله کشتار سیرکونوالیسیونه در ۱۶ ژوئن ۱۹۸۲. 
پِرِستیفیلیپو در ۲۹ سپتامبر ۱۹۸۷ توسط دو قاتل مسلح به تفنگ ساچمه‌ای و کلاشنیکوف در حالی که با موتورسیکلت از خیابان‌های باگریا عبور می‌کرد، به ضرب گلوله کشته شد. او در حال فرار از یک مخفیگاه به مخفیگاه دیگر بود. دلیل قتل او اعتراض به اعدام پینو گرهکو، دوست نزدیکش بود. در زمان مرگ، او یک فراری بود و به ده‌ها فقره قتل مشکوک بود و به صورت غیابی در محاکمه مَکسی تحت محاکمه قرار داشت. 